# 阿馬克島

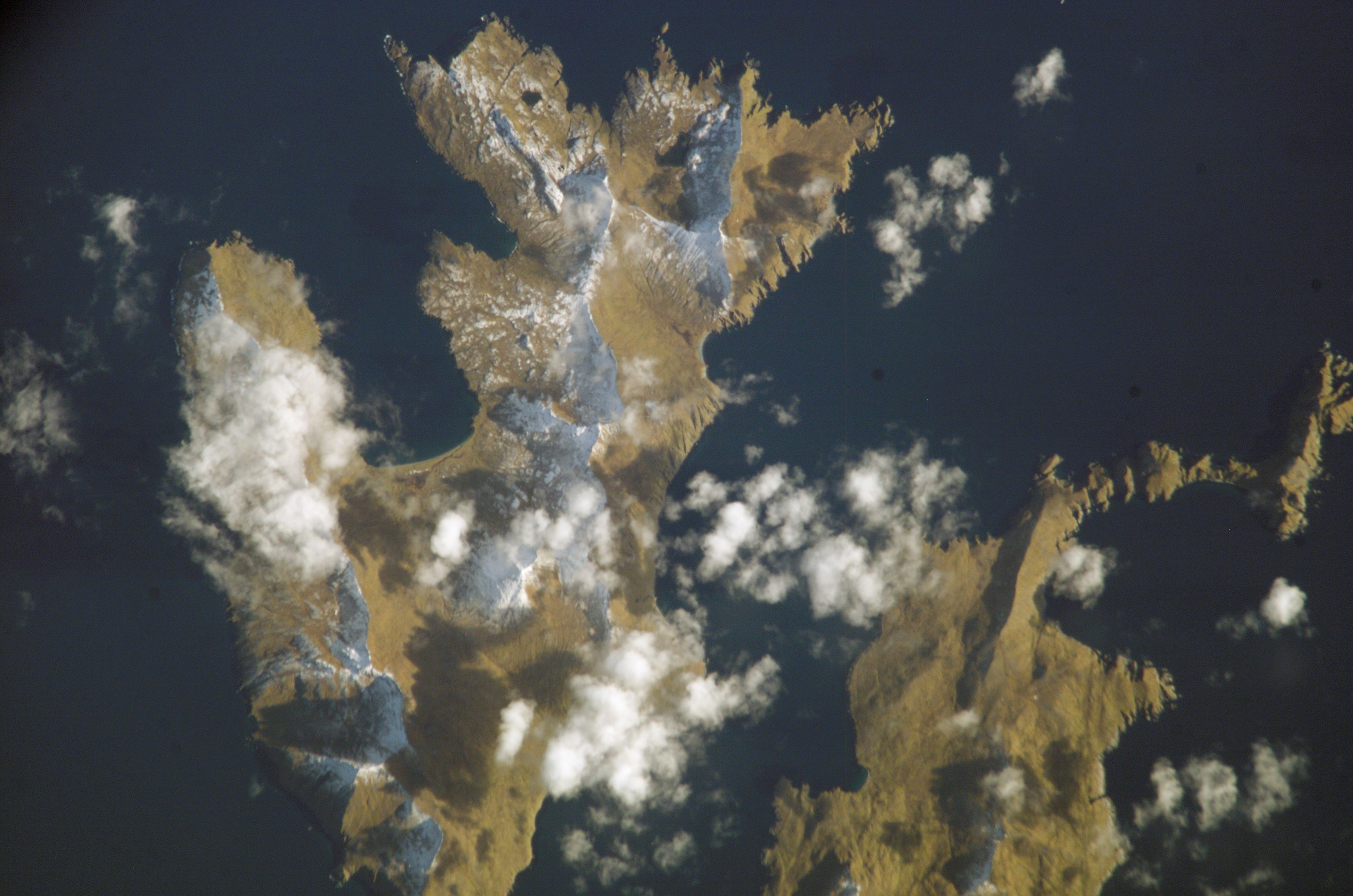

阿馬克島（英語：Umak Island）是美國的島嶼，位於太平洋海域，屬於安德烈亞諾夫群島的一部分，由阿拉斯加州負責管轄，長11.7公里、寬7.8公里，島上無人居住。位于塔纳加岛与楚古尔岛之间。